# Podocarpus pectinatus
Podocarpus pectinatus là một loài thực vật hạt trần trong họ Podocarpaceae. Loài này được André mô tả khoa học đầu tiên năm 1895.